# Markus Tellenbach
Markus Tellenbach – szwajcarski przedsiębiorca, od września 2009 do lipca 2016 prezes Grupy TVN. Członek rady nadzorczej TVN w latach 2001-2003. Do czasu objęcia funkcji prezesa stacji TVN pełnił rolę szefa rady nadzorczej Sky Deutschland, nadawcy płatnej telewizji. Wcześniej zajmował kierownicze stanowiska w wielu koncernach mediowych.